# Jelcz M083C Libero
Jelcz M083C Libero — польский городской автобус среднего класса производства Jelcz, серийно выпускаемый в 2007—2008 годах.

## История
Автобус Jelcz M083C Libero впервые был представлен в октябре 2006 года на выставке TransExpo в Кельце. Осенью 2007 года автобус был представлен в Великобритании.
В начале 2008 года в Варшаву поступило 33 автобуса Jelcz M083C Libero. Производство завершилось в том же году, когда завод Jelcz был признан банкротом.

## Эксплуатация
| Страна | Город             | Перевозчик | Поступление | Количество |
| ------ | ----------------- | ---------- | ----------- | ---------- |
| Польша | Цеханов           | ZKM        | 2008        | 2          |
| Польша | Ельч-Лясковице    | ZS Jelcz   | 2008        | 1          |
| Польша | Краков            | MPK        | 2008        | 5          |
| Польша | Лешно             | MZK        | 2008        | 1          |
| Польша | Скаржиско-Каменна | MKS        | 2008        | 3          |
| Польша | Варшава           | Mobilis    | 2008        | 34         |
| Польша | Всего             | Всего      | Всего       | 46         |

## Галерея
- Jelcz M083C на выставке TransExpo
- Салон, вид назад